# Strage di Beslan
La strage di Beslan è stato un massacro avvenuto fra il 1º e il 3 settembre 2004 nella scuola Numero 1 di Beslan, nell'Ossezia del Nord, una repubblica autonoma nella regione del Caucaso nella Federazione Russa, dove un gruppo di 32 terroristi, fondamentalisti islamici e separatisti ceceni occupò l'edificio scolastico sequestrando circa 1.200 persone fra adulti e bambini. Due giorni dopo, quando le forze speciali russe fecero irruzione, ebbe inizio un massacro che causò la morte di più di trecento persone, fra le quali 186 bambini, ed oltre 700 feriti.

## Cronologia degli eventi

### Primo giorno

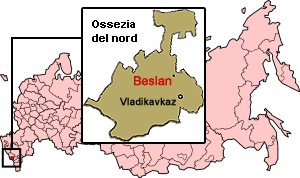
Beslan, nell'Ossezia del Nord

L'attacco iniziale ebbe luogo il 1º settembre 2004, il primo giorno dell'anno scolastico in Russia, chiamato "Primo settembre" o "Giorno della conoscenza". I bambini, accompagnati dai genitori e spesso da altri parenti, presenziano ad una cerimonia di apertura ospitati dalla scuola. Secondo la tradizione, gli studenti del primo anno donano un fiore a quelli che accedono all'anno finale e vengono quindi accompagnati nelle loro classi dai ragazzi più anziani. Si pensa che i terroristi abbiano scelto questo giorno particolare per avere maggiore visibilità.
La scuola Numero Uno (SNO) di Beslan, che sorgeva accanto al distretto di polizia, era uno dei 7 istituti scolastici presenti nella cittadina, con 59 insegnanti, diverse persone dello staff e 900 studenti di età compresa fra 6 e 18 anni. La palestra, dove la maggior parte degli stimati 1.200 ostaggi passò le 56 ore, era di recente costruzione e misurava 25 metri in lunghezza per 10 in larghezza.
A causa della ricorrenza dell'apertura dell'anno scolastico, il numero di persone nella scuola al momento dell'irruzione era considerevolmente più alto rispetto ad un normale giorno scolastico. Molte famiglie quel giorno portarono i loro bambini alla cerimonia anche a causa della chiusura, a seguito di un problema nella fornitura di gas, del centro ricreativo locale.

#### Presa degli ostaggi

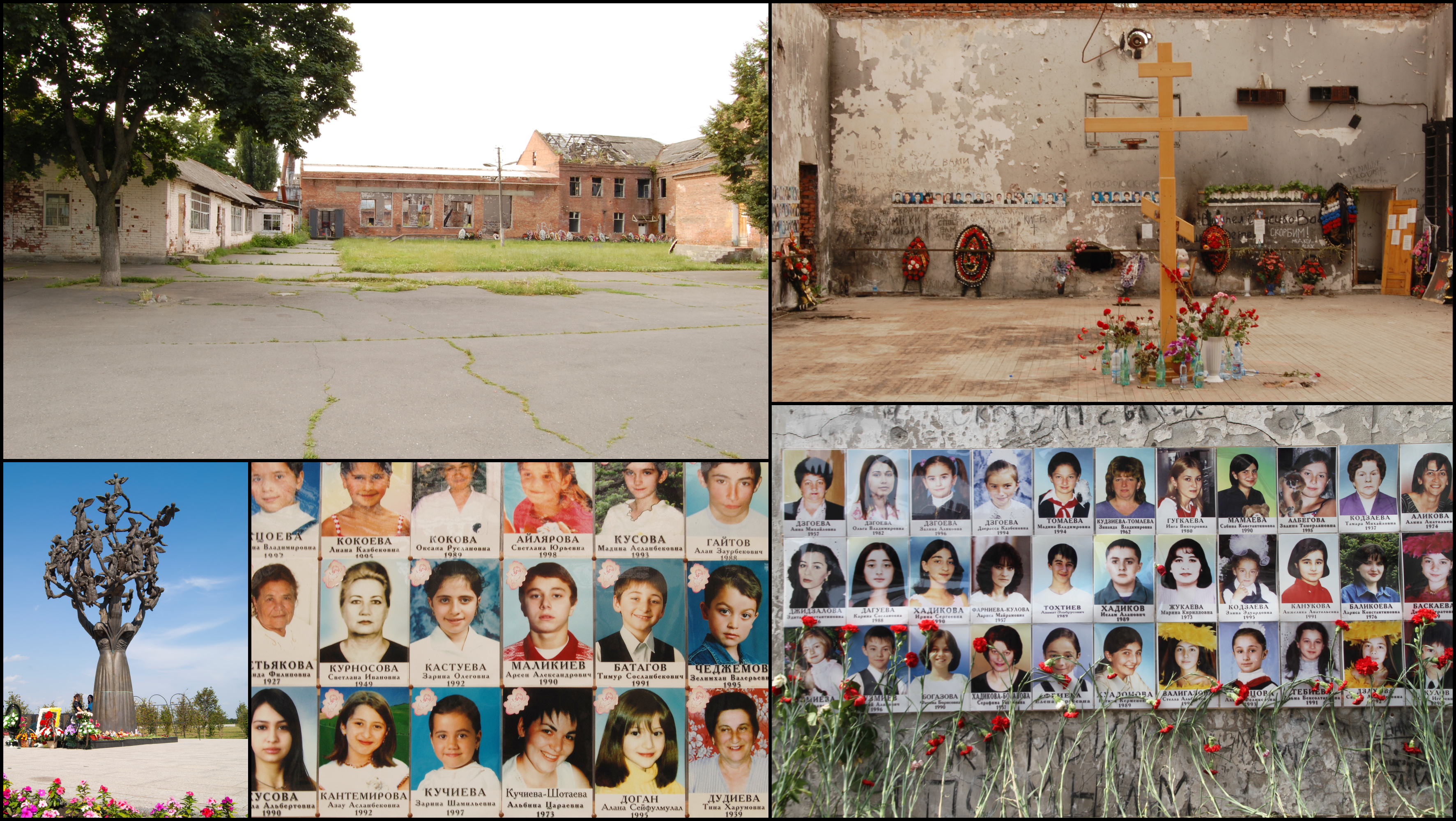
La scuola, le immagini di alcuni bambini deceduti e un monumento in memoria delle vittime della strage di Beslan.

Alle 9:30 locali un commando di 32 persone armate, con il volto coperto da passamontagna e in alcuni casi dotate di cinture esplosive, giunse all'edificio utilizzando due mezzi di trasporto, un furgone precedentemente rubato alla polizia e un secondo furgone militare, e prese d'assalto la scuola. Inizialmente, alcuni presenti scambiarono il gruppo di terroristi per un gruppo di forze speciali russe impegnate in una esercitazione militare. I terroristi chiarirono immediatamente ai presenti la loro identità iniziando a sparare in aria e obbligando la gente presente all'esterno dell'istituto scolastico a dirigersi nella palestra. Durante il caos iniziale, 65 persone riuscirono a sfruttare la confusione per fuggire ed allertare così le autorità.
Dopo uno scambio a fuoco con la polizia locale e un civile armato ucciso (in seguito venne riportato che anche un terrorista venne colpito), il commando prese possesso dell'edificio scolastico con circa 1.200 persone in ostaggio, le quali vennero ammassate nella palestra. Successivamente ritirarono a chiunque il telefono cellulare. Una delle donne facente parte del gruppo di sequestratori minacciò gli ostaggi avvisandoli che se avesse trovato qualcuno nascondere un telefono, avrebbe ucciso quella persona e altre tre con lui. Il commando urlò quindi delle regole: nessuno doveva parlare se non chiamato a farlo e tutti dovevano parlare in russo. Un uomo, Ruslan Betrozov, fu incaricato di calmare le persone più agitate e di ripetere le regole nella lingua locale.
Dopo aver radunato gli ostaggi in palestra, il commando separò e uccise da 15 a 22 degli adulti maschi presenti fra gli ostaggi. Uno degli uomini, Aslan Kudzaev, riuscì a sopravvivere saltando dalla finestra. Il commando obbligò alcuni degli ostaggi a gettare alcuni corpi dalla finestra in segno di dimostrazione verso la polizia e scelse alcuni bambini per ripulire il sangue dal pavimento.

#### Inizio dell'assedio

Disposizione iniziale delle forze di polizia russe

Un cordone di sicurezza fu immediatamente posizionato intorno alla scuola, costituito da agenti dell'esercito russo, unità Vympel, membri delle forze OMON e del Gruppo Alpha. Ben poche ambulanze invece erano presenti sul luogo dell'assedio. Il governo russo inizialmente minimizzò il numero degli ostaggi, affermando ripetutamente che all'interno della scuola fossero presenti soltanto 354 persone. Questo fece infuriare parte del commando, che di conseguenza maltrattò gli ostaggi.
I sequestratori minarono la palestra e il resto dell'edificio con congegni esplosivi improvvisati. Successivamente dimostrazioni atte a scoraggiare qualsiasi tentativo di intervento della polizia videro il commando minacciare di uccidere 50 ostaggi per ogni loro membro ucciso dalla polizia e di uccidere 20 ostaggi per ogni loro compagno ferito. Minacciarono inoltre di far esplodere l'intera struttura scolastica se il governo russo avesse forzato il blitz della polizia.
Karen Mdinaradze, il cameraman della squadra di calcio russa dell'Alania, sopravvisse a una misteriosa esplosione, nella quale perse un occhio. Apparentemente, una delle donne del commando fece detonare accidentalmente la cintura esplosiva che indossava, uccidendo altri due membri del commando e diversi ostaggi adulti.
Secondo un'altra versione invece, l'esplosione fu causata dal leader del gruppo, Ruslan Tagirovič Chučbarov, che gestiva a distanza le cinture esplosive indossate dai suoi complici, in modo da poter uccidere i membri del suo commando che avessero disobbedito o che avessero mostrato di non essere in sintonia con le sue decisioni o, ancora, per intimidire altri possibili dissidenti.
Il governo russo inizialmente affermò che non avrebbe utilizzato la forza per salvare gli ostaggi e le trattative per una pacifica risoluzione della crisi si protrassero infatti per oltre due giorni, dirette da Leonid Rošal', un pediatra che gli assalitori chiesero facesse da mediatore. Rošal' aiutò le trattative per il rilascio dei bambini durante la crisi del teatro Dubrovka a Mosca nell'ottobre del 2002. Secondo alcuni però, le autorità russe lo confusero con Vladimir Rušajlo, un ufficiale russo.

### Secondo giorno
Il 2 settembre le trattative fra Rošal' e i separatisti si dimostrarono un insuccesso. Gli stessi terroristi rifiutarono di consentire agli ostaggi di assumere cibo, acqua e medicine e la loro mancanza iniziò a lasciare i segni più visibili inizialmente sui bambini, molti dei quali obbligati per lunghi periodi a rimanere seduti ammassati in una palestra nella quale la temperatura iniziava a toccare soglie insopportabili. Per far fronte a ciò, occasionalmente alcuni membri del commando versavano acqua sulla testa dei bambini che mostravano segni di perdita di conoscenza, riportandoli poi al loro posto. Alcuni ostaggi furono costretti a bere urina.
A molti di loro fu permesso di togliersi i vestiti per far fronte al caldo insopportabile. Questo fu anche fonte di diverse speculazioni riguardo ad abusi sessuali, apparentemente smentiti da alcuni degli ostaggi che sostennero fosse semplicemente una conseguenza del caldo. Mentre altre fonti confermano che gli abusi sessuali sui bambini non mancarono; Kazbek Dzarasov, uno dei sopravvissuti, sostenne che alcuni militanti del commando avrebbero preso alcune delle adolescenti più carine presenti nella palestra per portarle in stanze diverse con la scusa di garantire loro dell'acqua, per poi violentarle e tornare diverse ore dopo.
Nel pomeriggio, il commando acconsentì di rilasciare ventisei persone (undici donne e relativi figli) a seguito delle trattative avute con il presidente della Repubblica di Inguscezia Ruslan Aušev. Attorno alle 15:30 due granate esplosero circa 10 minuti dopo che gli ostaggi liberati vennero presi in consegna dalle autorità, facendo incendiare una macchina della polizia. Le forze speciali russe non risposero al fuoco.
Con il passare del giorno e della notte, l'insieme dello stress e della mancanza di sonno (e, per alcuni, della mancata assunzione di stupefacenti) contribuì a rendere i terroristi imprevedibili e isterici; perfino il pianto dei bambini li irritava e in diverse occasioni questi ultimi e le loro madri furono minacciati di morte. Secondo le autorità russe i sequestratori avrebbero ascoltato canzoni del gruppo Industrial metal tedesco Rammstein su uno stereo personale durante l'assedio per mantenersi attivi e carichi.

### Terzo giorno
Attorno alle 13:04 del 3 settembre i terroristi decisero di permettere a quattro medici l'ingresso nell'istituto scolastico per rimuovere i corpi dei deceduti. Non appena i medici si avvicinarono alla scuola, i terroristi aprirono il fuoco e due esplosioni, sulle quali esistono diverse versioni, furono udite nella palestra. Due dei medici rimasero uccisi, mentre gli altri riuscirono a trovare riparo. Parte del muro della palestra venne demolito dall'esplosione, permettendo così a un gruppo di 30 ostaggi di fuggire, un buon numero dei quali perse la vita a causa dello scambio di fuoco fra gli agenti russi e i sequestratori. Jurij Ivanov, un altro investigatore, asserì in seguito che le granate furono lanciate su preciso ordine del presidente Putin.

### Versioni degli eventi iniziali
Secondo alcuni la causa della sparatoria fu una esplosione spontanea che abbatté parte del muro della palestra. Secondo uno degli ostaggi fuggiti invece, una delle bombe fissata con del nastro adesivo era caduta causando l'esplosione.
Ruslan Aušev, uno degli uomini chiave delle trattative durante l'assedio, asserì ad un giornale locale che un'esplosione iniziale fu scatenata da uno dei sequestratori che accidentalmente calpestò uno dei fili di innesco. Come conseguenza, alcuni civili armati, apparentemente fratelli di alcuni ostaggi, iniziarono a sparare. Questo fece credere ai terroristi che le forze speciali avessero dato il via al blitz, al quale risposero facendo seguire altre esplosioni.
Una terza versione è che le forze speciali colpirono uno dei sequestratori il quale aveva il piede in prossimità di un detonatore. Questo avrebbe causato le esplosioni.
Una quarta versione fornita da un esperto di armi ed esplosivi sostiene che lo scambio di fuoco non iniziò con l'esplosione nella palestra, ma fu causato da due granate lanciate dalle forze speciali russe all'interno dell'edificio e che gli esplosivi artigianali creati dai terroristi non siano mai realmente esplosi.
In una quinta versione, Aleksandr Toršin, membro di una commissione parlamentare russa, sostenne che i terroristi avessero iniziato la battaglia facendo detonare intenzionalmente le bombe fra gli ostaggi.
L'assalto delle forze speciali non era stato pianificato Dopo circa due ore l'edificio fu sotto il controllo delle forze speciali, mentre gli scontri continuarono all'esterno. Alcuni terroristi, infatti, riuscirono a scappare sfruttando la confusione dell'assalto, cambiandosi i vestiti con ostaggi o soccorritori. La polizia li inseguì con gli elicotteri. Due donne, vestite di nero ed imbottite di esplosivi, cercarono di inseguire alcuni bambini in fuga e farsi saltare in aria con loro, senza riuscire nel loro intento.

### Conseguenze
Aleksandr Fridinskij, un ufficiale russo, affermò che 31 dei 32 sequestratori fossero stati uccisi e che Nurpaša Aburkaševič Kulaev fosse stato catturato vivo. Almeno due sequestratori rimasti feriti furono linciati dai genitori dei bambini. Le autorità si trovarono impreparate a fronteggiare il fuoco che divampò nella palestra. Un vecchio furgone dei vigili del fuoco locali arrivò quasi due ore dopo lo scoppio dell'incendio e, secondo alcune testimonianze, senza acqua. Poche erano le ambulanze disponibili sul posto per trasportare le centinaia di feriti. Molti dei sopravvissuti rimasero sotto shock e, gravemente feriti, morirono in ospedale. Una donna sopravvissuta si suicidò una volta fatto ritorno a casa.
Una volta liberata la scuola furono appese ai muri della palestra le foto dei bambini deceduti. Il governo russo fu duramente criticato da molte persone del posto che, alcuni giorni dopo la fine dell'assedio, non sapevano se i loro figli fossero vivi o morti. Resti umani furono ritrovati in zona mesi successivi alla strage, suscitando sdegno. Durante i combattimenti, 11 soldati delle forze speciali furono uccisi, fra cui il comandante del gruppo Alpha, e più di 30 soldati rimasero feriti, più o meno gravemente.
Il presidente russo Vladimir Putin ordinò un periodo di due giorni di lutto nazionale per il 6 e il 7 settembre, cancellando un incontro precedentemente pianificato con l'allora cancelliere tedesco Gerhard Schröder ad Amburgo e nello Stato federale di Schleswig-Holstein. Putin, giunto sul luogo alla fine dell'assedio, incontrò solo le autorità locali, ma non i familiari delle vittime; il primo incontro avvenne nel primo anniversario della strage, quando una delegazione del Comitato delle madri di Beslan si recò al Cremlino. Dopo questi eventi, Putin fece costruire due nuove scuole in breve tempo. Il 3 settembre è stato proclamato, in Ossezia, giornata di lutto nazionale. Nel cimitero dove sono sepolti gli ostaggi è stato costruito un memoriale chiamato "Albero del dolore".

### Vittime
| Morti ufficiali  | Morti ufficiali |
| ---------------- | --------------- |
| Ostaggi          | 334             |
| Polizia e civili | 8               |
| Soccorritori     | 2               |
| Forze speciali   | 11              |
| Sequestratori    | 31              |
| Totale           | 386             |
| -                |                 |
| Feriti stimati   |                 |
| Forze speciali   | 30              |
| Altri            | 700             |
| Totale           | 730             |

Nella scuola vennero prese in ostaggio 1.127 persone, le quali furono private di cibo ed acqua. Le vittime fra gli ostaggi furono inizialmente 331; di queste 186 erano bambini. A causa delle ferite riportate durante la prigionia, altri due ex-ostaggi morirono nel 2005, mentre un altro nell'agosto del 2006, portando il computo totale a 334 morti. Inoltre ci furono 11 morti fra la polizia russa e 31 fra i sequestratori. Circa 800 persone sopravvissero al sequestro, molte delle quali rimasero mutilate ed alcuni bambini orfani.
Il primo dei molti funerali fu celebrato il 4 settembre, il giorno successivo alla fine della crisi, e molti altri la domenica successiva. Il lunedì seguente vennero sepolte oltre 120 persone. Il cimitero locale era troppo piccolo per ospitare tutte le persone decedute e fu quindi allargato utilizzando un appezzamento di terreno adiacente. L'esatto numero di persone che ricevette assistenza ambulatoriale immediatamente dopo la strage non è conosciuto, ma venne stimato attorno a 700.
Un analista militare moscovita, Pavel Felgenhauer, in un editoriale sul The Moscow Times del 7 settembre 2004, concluse che il 90% delle persone prese in ostaggio rimase in qualche modo ferita. 437 persone, inclusi 221 bambini, dovettero essere ricoverate in ospedale. 197 persone furono portate nell'ospedale pediatrico a Vladikavkaz, la capitale dell'Ossezia del Nord, e a oltre una trentina in condizioni critiche fu effettuato un massaggio cardiaco. Altre 150 persone furono trasferite al pronto soccorso di Vladikavkaz, mentre 62 persone, inclusi 12 bambini, furono curati in due ospedali locali di Beslan. Sei bambini con ferite gravi furono invece trasferiti via aerea a Mosca per ricevere trattamenti specialistici.
La maggioranza dei bambini venne curata per ustioni, colpi d'arma da fuoco, ferite da detriti e mutilazioni causate da mine e bombe. Alcuni dovettero subire amputazioni di arti o occhi. Molti bambini rimasero permanentemente disabili a seguito delle ferite subite. Il considerevole numero di feriti mise a dura prova il sistema sanitario locale, con un'inadeguata disponibilità di bende e medicazioni. Un mese dopo l'attacco, 240 persone (di cui 160 bambini) erano ancora ricoverati negli ospedali di Beslan e Vladikavkaz. I bambini e i genitori sopravvissuti ricevettero assistenza psicologica al Centro di riabilitazione di Vladikavkaz.

## Responsabilità

### Separatisti ceceni
Inizialmente, l'identità e l'origine dei sequestratori non fu chiara. Fu ampiamente supposto dal secondo giorno che fossero separatisti provenienti dalla vicina Cecenia, ma Aslambek Aslakhanov disse che uno di loro gli aveva chiesto di parlare in russo. Molti degli ostaggi confermarono invece che parte dei sequestratori parlava ceceno fra di loro mentre quando utilizzavano russo lo facevano soltanto con accento pesante.
Il 17 settembre 2004 Šamil' Basaev (leader dei separatisti ceceni e vicepresidente della Cecenia tra il 1997 e 1998) pubblicò una rivendicazione in cui s'attribuiva la responsabilità dell'assedio alla scuola di Beslan. affermando che il suo battaglione di martiri Rijadus-Salichijn era responsabile dell'attacco. Diversi articoli giornalistici avevano anche collegato il suo vice, Mogamed Evloev, alla strage essendo la crisi di Beslan molto simile alla crisi dell'ospedale di Budyonnovsk del 1995 e alla crisi del teatro Dubrovka di Mosca del 2002 nelle quali centinaia di civili furono tenute ostaggi da militanti ceceni sempre collegati o operanti per Šamil' Basaev.
L'ex presidente separatista Aslan Maschadov negò immediatamente che le sue forze fossero in alcun modo coinvolte nell'assedio. Condannò l'azione e ogni attacco verso civili attraverso un comunicato ufficiale emesso dal suo diplomatico Achmed Zakaev a Londra, e diede la colpa a quello che lui definì un gruppo fondamentalista locale. Poco dopo il 3 settembre 2004, fonti russe affermarono che i sequestratori erano parte di un gruppo internazionale guidato da Šamil' Basaev che includeva un numero di arabi con connessioni ad al Qaida, aggiungendo di aver intercettato telefonate in arabo partite dalla scuola di Beslan dirette in Arabia Saudita e in un altro paese vicino-orientale non svelato.
Almeno due inglesi-algerini erano fra i terroristi identificati come partecipanti attivamente all'attacco: Osman Larussi e Yacine Benalia. Un terzo, cittadino britannico, Kamel Rabat Bouralha, arrestato mentre tentava di lasciare la Russia immediatamente dopo l'attacco, fu sospettato di essere uno degli organizzatori chiave. Tutti erano in qualche modo collegati alla moschea di Finsbury Park nel nord di Londra. Fonti russe accusarono anche un agente di al Qaida, di essere responsabile in quanto finanziatore dell'attacco.

### Identità dei sequestratori
Il numero dei sequestratori rimane un argomento abbastanza controverso. Secondo fonti ufficiali, 32 persone parteciparono direttamente al sequestro; di queste, due erano donne e una di loro fu catturata viva. Invece, secondo diversi ostaggi sopravvissuti e di alcuni testimoni, i sequestratori sarebbero stati molti di più. Numeri ufficiosi vanno da 32 ad un massimo di 52 elementi, con quattro donne di cui tre catturate vive.
Il 6 settembre 2004 l'identità di sette dei sequestratori fu stabilita grazie ai lavori di medicina forense e agli interrogatori di ostaggi sopravvissuti. Nel novembre del 2004 le autorità russe annunciarono che 27 dei 32 sequestratori erano stati identificati; tuttavia, il 12 settembre 2005 il pubblico ministero che sosteneva l'accusa durante il processo all'unico terrorista catturato, Nurpaša Kulaev, affermò che soltanto 22 dei 32 corpi erano stati identificati, aggiungendo confusione alla reale stima.
Nel novembre del 2004, il ventottenne Achmed Meržoev e la sedicenne Marina Korigova di Sagopši furono arrestati dalle autorità russe. Meržoev fu accusato di aver rifornito di cibo ed equipaggiamenti i sequestratori, mentre Korigova fu accusata di essere in possesso di un telefono sul quale Cečoev avrebbe telefonato diverse volte. Korigova fu poi rilasciata quando il suo difensore dimostrò che il numero le fu dato da una persona sua conoscente successivamente alla crisi.
L'identità di due donne suicide fu invece rivelata nell'aprile del 2005.
Test di medicina forense stabilirono che 21 dei terroristi assunsero eroina e tre marijuana. Le investigazioni ufficiali citano l'uso di queste droghe come un mezzo per garantire ai militanti l'abilità di continuare nello scontro anche in condizioni di enorme dolore da ferite.

### Pianificatori e finanziatori non coinvolti direttamente
Non parteciparono direttamente all'azione di forza, ma pianificarono l'attacco e diedero la disponibilità finanziaria.
- Šamil' Basaev si assunse la responsabilità dell'attacco rivendicando l'organizzazione dell'attentato. Nel 2006 fu nominato vice-primo ministro del governo indipendentista della Cecenia in seguito all'uccisione del moderato Aslan Maschadov da parte dell'esercito russo. Affermò che, grazie a Vladimir Khodov, un agente dei servizi segreti russi infiltrato fra i ribelli ma doppiogiochista, era riuscito a crearsi un corridoio sicuro per arrivare alla scuola. Questa versione è stata smentita dalle autorità russe, che hanno però arrestato due agenti della polizia locale osseta accusati di essere corrotti e di aver lasciato passare il gruppo di terroristi attraverso l'Inguscezia[56]. Basaev è morto nel luglio 2006.
- Magomed Evloev, cittadino della Repubblica di Inguscezia anche coinvolto nell'attacco di Nazran'
- Abu Omar al-Saif, nazionalità saudita, ucciso in Daghestan nel 2005
- Abu Zaid, nazionalità saudita, ucciso dalle forze speciali russe il 16 febbraio 2005

### Sequestratori
Alcuni dei sequestratori, che raggiungevano almeno le 32 unità e includevano alcune shahidka (le "vedove nere", unità di donne suicide cecene) sono stati identificati come segue:
Capi:
- Polkovnik Ruslan Tagirovič Chučbarov (identità non confermata)
- Abdullah Vladimir Chodov, ucraino proveniente da Elchotovo dove era ricercato per aver fatto esplodere un ordigno in un mercato, possibile doppiogiochista del FSB
- Ali Taziev - inguscio, ex-poliziotto

Identificati:
- Nurpaša Kulaev, ceceno ventiquattrenne, l'unico assalitore sopravvissuto della strage (anche se Šamil' Basaev sostenne che un secondo fosse riuscito a fuggire[57]), condannato all'ergastolo
- Hanpaša Kulaev, fratello del sopracitato, guardia del corpo di Šamil' Basaev, chiamato anche Khan
- Chizir-Ali Achmedov
- Magomed Aušev
- Fantomas, di etnia slava che era stato ritenuto guardia del corpo di Šamil' Basaev
- Sultan Kamurzaev
- Magomet Chočubarov, che aveva precedenti per possesso illegale di armi da fuoco
- Iznaur Kodzoev
- Adam Kuštov, 17 anni
- Abdul-Azim Labazanov, trentunenne ceceno, nato in Kazakistan, inizialmente un combattente per la federazione russa nella prima guerra cecena
- Osman Larussi, inglese-algerino[33]
- Arsen Meržoev, venticinquenne ceceno nativo dell'Engenoi
- Issa Toršchoev, donna ventiseienne disoccupata inguscia nativa del Malgobek e con precedenti per rapina, avrebbe agito per vendicare cinque dei suoi amici che furono uccisi nel marzo 2004
- Musa Cečoev, donna trentacinquenne inguscia nativa del Sagopshi, possedeva uno dei mezzi guidati per trasportare i sequestratori alla scuola
- Bejal Cečoev, trentunenne fratello della sopracitata, anche chiamato Bay o Ala, con precedenti per possesso illegale di armi. Il corpo fu identificato nel novembre 2004
- Yacine Benalia, inglese-algerino ricercato per precedenti omicidi
- Roza Nagaeva, donna cecena proveniente dal villaggio Kirov-Yurt nel distretto di Vedenskij, sorella di Amnat Nagaev, sospettato di essere uno dei kamikaze colpevoli del doppio disastro aereo russo dell'agosto 2004 in cui persero la vita 89 persone
- Mar'jam Taburova, donna cecena proveniente dal villaggio Mair-Tub nel distretto ceceno di Šalinskij
- Majrbek Šainekchanov (anche chiamato Mayrbek Šajbechanov) - arrestato poco dopo l'assedio alla scuola insieme a una ragazza sedicenne in quanto sospettato di aver fornito supporto esterno al commando[58]

Non identificati:
- maschio di etnia africana
- maschio asiatico, secondo quanto detto da Basaev di nazionalità russa-coreana

## Motivazioni

### Nazionalismo
I negoziatori russi riportarono che i sequestratori non fornirono mai durante le trattative delle richieste ben precise, anche se gli inquirenti trovarono un foglio scritto a mano da uno degli ostaggi in cui spiegavano nei dettagli le loro richieste, fra le quali quella di riconoscere l'indipendenza della Cecenia. Il leader nazionalista ceceno Aslan Maschadov condannò l'assedio della scuola e negò categoricamente il coinvolgimento del suo gruppo in quello che lui definì un atto terroristico.

### Islamismo
Šamil' Basaev affermò che l'obiettivo dei sequestratori non fosse limitato al nazionalismo e all'indipendenza cecena, ma che avesse l'obiettivo di stabilire un emirato islamico nel nord del Caucaso. L'unico sequestratore sopravvissuto, Nurpaša Kulaev affermò che la scelta di attaccare un edificio scolastico prendendo di mira madri e bambini non fu soltanto una coincidenza. Era deliberatamente progettato per ottenere massima indignazione e con lo scopo di scatenare una guerra nell'intero Caucaso.
Seguendo questa teoria, i sequestratori speravano che i cristiani dell'Ossezia cercassero vendetta attaccando i musulmani dell'Inguscezia e i vicini ceceni fomentando odio etnico e religioso. L'Ossezia del Nord e l'Inguscezia erano state precedentemente coinvolte in un breve ma sanguinoso conflitto nel 1992, a causa di una disputa di territori nel distretto di Prigorodnyj, lasciando sul terreno circa 600 morti e cinquantamila rifugiati. A ogni modo, il tentativo di scatenare una guerra fallì. Il patriarca russo Alessio II disse più tardi che i cittadini osseti avevano "salvato il Caucaso" mostrando controllo e moderazione.

## Richieste
I sequestratori avanzarono le seguenti richieste:
- Il completo ritiro delle truppe russe dalla Cecenia.
- La presenza delle seguenti persone nella scuola:[61]
  - Aleksandr Dzasochov, 68 anni, presidente dell'Ossezia del Nord dal 1998 ed in passato membro della Duma, esponente del Pcus,
  - Murat Zjazikov, ex presidente dell'Inguscezia,
  - Ruslan Aušev, 50 anni, precedente presidente dell'Inguscezia dal 1992 al 2002, insignito come eroe militare grazie alle sue gesta nella guerra in Afghanistan,
  - Leonid Rošal', 71 anni, famoso pediatra. Ha fondato la Brigata internazionale di pronto soccorso con lo scopo di portare aiuto e soccorso medico in tutto il mondo; è intervenuto nelle trattative anche al teatro Dubrovka di Mosca. Insignito come "eroe nazionale" della Russia.

Alternativamente, invece di Rošal' e Aušev furono nominati Vladimir Rušajlo e Alu Alchanov, presidente pro-Mosca della Cecenia.

## Indagini ufficiali

### Interrogatorio e processo di Kulaev
Il sequestratore catturato, il ventiquattrenne Nurpaša Kulaev, nato in Cecenia, fu identificato da ostaggi sopravvissuti. Il canale televisivo statale russo Channel One mostrò alcuni frammenti dell'interrogatorio. Kulaev sostenne che il gruppo era capeggiato da un militante nativo della Cecenia soprannominato "Polkovnik" (Colonnello) e da Khodov, ventottenne, uno dei sospettati di aver partecipato al bombardamento ferroviario Mosca-Vladikavkaz del 15 maggio 2004. Secondo Kulaev, Polkovnik uccise un altro militante e fece detonare la cintura esplosiva di altre due donne perché disobbedirono ad alcuni suoi ordini.
Kulaev riconobbe i corpi di alcuni dei suoi compagni durante l'assedio alla scuola, fra i quali quello di un militante soprannominato Polkovnik, che gli investigatori ricollegarono a Ruslan Tagirovič Chočubarov. Le autorità riuscirono a identificare anche un terzo cadavere collegandolo a Magomed Evloev, soprannominato Magas, un cittadino dell'Inguscezia proveniente dalla capitale cecena Groznyj, il quale, insieme a Basaev, preparò un attacco in Inguscezia il 22 giugno 2004, nel quale persero la vita 98 persone. Kulaev riconobbe anche il corpo di un altro sequestratore vestito con un uniforme nera e soprannominato Fantomas.
Nel maggio 2005 Kulaev fu imputato in una corte russa nella repubblica dell'Ossezia del Nord. Fu accusato di omicidio, terrorismo, sequestro di persona e altri crimini e riconosciuto colpevole di 7 dei capi d'accusa che gli furono mossi. Il 26 maggio 2006 fu condannato all'ergastolo. Nessuna richiesta di ricorso fu avanzata dalla difesa o dall'accusa.

### La commissione Toršin

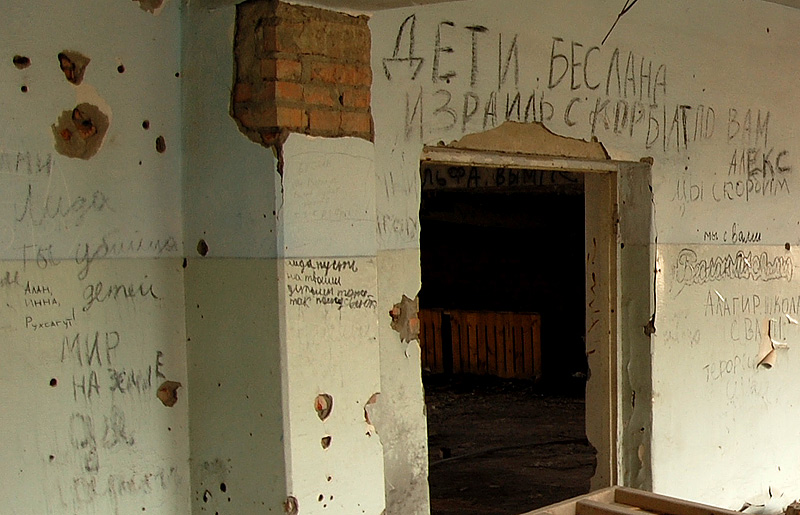
Immagine dell'interno della scuola Numero 1 dopo l'irruzione dei corpi speciali russi

Durante una conferenza stampa di fronte a giornalisti stranieri tenutasi il 6 settembre 2004, il presidente russo Vladimir Putin rifiutò l'eventualità di un'inchiesta pubblica, anche se cautamente si disse d'accordo con l'idea di un'inchiesta parlamentare. Avvertì comunque che la cosa avrebbe potuto trasformarsi in uno show politico. Il 27 novembre 2004, l'agenzia di stampa Interfax riportò che Aleksandr Toršin, il capo della commissione parlamentare, avesse affermato che vi era evidenza del coinvolgimento di un'agenzia d'intelligence straniera. Rifiutò di dire quale questa fosse, ma aggiunse: "Quando raccoglieremo abbastanza prove, non lo nasconderemo".
Il 28 agosto 2006 Jurij Savelev, un membro dell'inchiesta parlamentare, pubblicò la sua relazione nella quale provava che le forze speciali russe presero d'assalto deliberatamente l'istituto scolastico il 4 settembre utilizzando la massima forza. Secondo Savelev, un esperto di armi ed esplosivi, le forze speciali lanciarono nell'edificio delle granate apparentemente ignorando il prosieguo delle trattative.
Il 22 dicembre 2006 una commissione parlamentare russa terminò le sue indagini concludendo che il gruppo di uomini che presero d'assalto la scuola era di 32 unità e che le misure di sicurezza nell'occasione soffrirono di un grosso deficit. L'inchiesta concluse inoltre che l'attacco fu premeditato dai ribelli ceceni incluso Aslan Maschadov.
Ella Kesaeva, che guida il gruppo la Voce di Beslan, affermò che la relazione era un chiaro segnale che Putin e la sua cerchia non erano più interessati ad avere informazioni più dettagliate sull'accaduto. "Personalmente non ci aspettavamo niente di diverso da Toršin," disse.
Nel febbraio 2007 due membri della commissione ruppero il silenzio per denunciare le inchieste governative come una copertura e la versione ufficiale degli eventi fornita dal Cremlino come costruita.

### Processo ai poliziotti locali
Tre poliziotti locali furono accusati di non essere riusciti a fermare l'invasione della scuola da parte dei sequestratori. Il 30 maggio 2007 il giudice garantì loro l'amnistia. In risposta, un gruppo formato da una dozzina di donne locali saccheggiò la corte, ruppe le finestre, capovolse la mobilia e abbatté una bandiera russa, contestando l'inchiesta vista come un mascheramento totale per evitare di incolpare i loro superiori.

## Accuse contro il governo russo

### Accuse di incompetenza

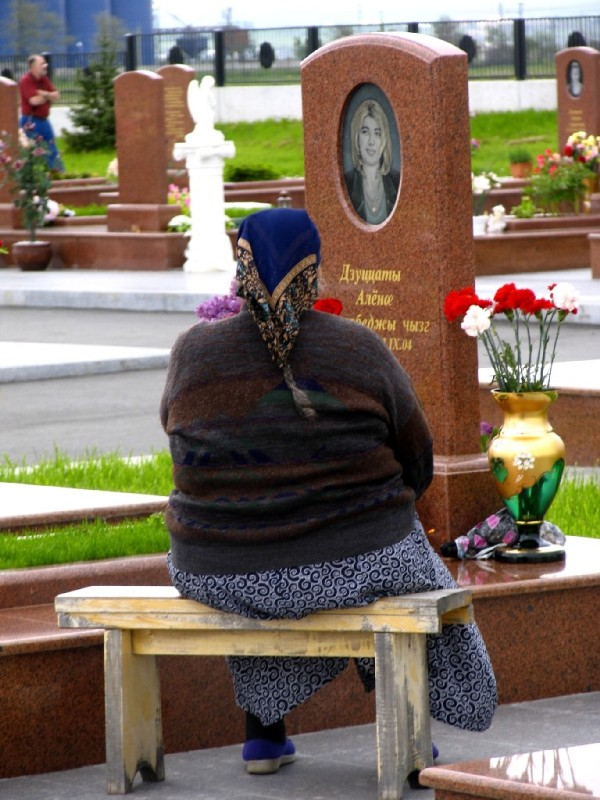
Una madre visita la tomba della figlia.

La gestione della crisi da parte dell'amministrazione Putin fu criticata da un vasto numero di opinionisti e osservatori internazionali, fra i quali il Comitato delle madri di Beslan, guidato da Susanna Dudieva, e la Voce di Beslan. Inizialmente anche l'Unione europea criticò la risposta del governo russo ma più tardi ritrattò affermando di essere stata equivocata.
Critiche, incluse quelle provenienti dai sopravvissuti e dai parenti delle vittime, vedevano accusata la gestione definita brutale della crisi, l'uso di armi pesanti. Secondo molti gli ufficiali non avrebbero provato seriamente a trattare con i sequestratori e fornito versioni non corrette e inconsistenti della situazione ai media. Sotto accusa fu anche la professionalità delle squadre d'intervento speciali russe, le quali secondo molti non sono riuscite a mantenere la scena sicura dall'entrata dei civili e dall'uscita dei terroristi.
In generale, le critiche furono respinte dal governo russo, anche se il presidente russo Vladimir Putin ammise una certa mancanza di professionalità nel gestire la crisi. Aleksandr Dzasochov, il capo dell'Ossezia del Nord, rassegnò le dimissioni il 31 maggio 2005 accettando l'invito del presidente russo che a sua volta aveva ricevuto pressioni dal comitato Madri di Beslan. Anche il Ministro degli Interni dell'Ossezia del Nord Kazbek Dzantiev rassegnò le dimissioni dopo la crisi. Nello stesso periodo, il presidente russo Vladimir Putin decise di rimuovere dalla carica il capo dell'FSB di quella repubblica, Valerij Andreev.
Per cercare di chiarire ogni dubbio, il governo russo avviò un'inchiesta parlamentare guidata da Aleksandr Toršin, la quale nel dicembre del 2005, risultò in una relazione che adduceva responsabilità nelle autorità locali, colpevoli di errori e insufficienze.
Una seconda inchiesta pubblica separata guidata da Stanislav Kesaev il 29 novembre 2005 concluse che gli ufficiali di governo e i leader militari gestirono malamente la situazione.
Nell'agosto 2007 il sito web Verità di Beslan accusò le forze governative di essere a conoscenza del piano ben prima che venisse messo in atto, citando comunicazioni della polizia.
Sembra che non ci fosse coordinamento fra le diverse forze speciali messe in campo ed agenti dell'FSB (ex-KGB) in posizioni non comunicate. Gli specnaz russi usarono granate e colpi di cannone di carro armato i quali forse provocarono il crollo del tetto della palestra in cui erano tenuti gli ostaggi. Fecero ricorso anche agli RPO-A Shmel (o bumblebee); la maggior parte delle persone sono morte a causa dell'incendio divampato dopo il blitz della polizia.
Rimangono dubbi su come i ribelli riuscirono a far penetrare le armi all'interno della scuola (in ristrutturazione nell'estate del 2004).
Negli stessi giorni la polizia russa ha messo in atto un contro sequestro di civili a Chankala, in Cecenia, le condizioni di questi ostaggi non sono state migliori di quelle a Beslan.
Alcuni accusano anche gli insegnanti e la direttrice della scuola, Lidija Calieva, di aver collaborato con i terroristi, ma non ci sono prove su queste affermazioni.

### Accuse di censura
Diverse furono le opere di censura del governo russo a seguito della strage di Beslan. Fra le altre l'arresto di tre giornalisti stranieri con conseguente confisca del loro materiale. Andrej Babickij, un giornalista russo, fu accusato di teppismo a seguito di una rissa nell'aeroporto Vnukovo di Mosca e condannato a cinque giorni di arresto. La giornalista della Novaja Gazeta, Anna Politkovskaja, che aveva precedentemente negoziato durante la crisi del teatro Dubrovka di Mosca nel 2002 finì in coma dopo esser stata avvelenata a bordo di un aereo. Poco prima, le autorità le avevano impedito per due volte di salire a bordo di un volo diretto a Beslan nonostante i sequestratori avessero chiesto di lei per condurre le trattative.
Secondo un sondaggio effettuato dall'istituto Levada-Center una settimana dopo la crisi di Beslan, l'83% degli intervistati credeva che il governo stesse nascondendo almeno una parte della verità dei fatti accaduti a Beslan.

### Pronuncia della Corte europea dei diritti umani
Il 26 giugno 2007 89 parenti delle vittime presentarono una denuncia comune contro la Russia alla Corte europea dei diritti dell'uomo. I richiedenti sostenevano che i loro diritti fossero stati violati sia durante il sequestro delle persone che durante il processo che seguì.
La sezione competente della Corte europea dei diritti dell'uomo il 13 aprile 2017 ha depositato una sentenza che condanna la Federazione Russa a pagare 3 milioni di euro perché non prese misure adeguate per prevenire l'assedio nella scuola; la Corte ha inoltre accusato Mosca per "le serie deficienze nella pianificazione e nel controllo dell'operazione" di salvataggio che "in qualche misura hanno contribuito al tragico epilogo", per l'uso sproporzionato di armi letali e perché l'inchiesta successiva, condotta dalle autorità russe, non è stata neppure in grado di stabilire se l'uso della forza fosse giustificato in quelle circostanze.

## Reazioni internazionali
L'attacco a Beslan fu seguito con orrore e condanna universale.
- Nazioni Unite - Il Consiglio di sicurezza, in una nota presidenziale il 1º settembre 2004 condannò l'attacco nei più forti termini e incoraggiò gli stati a cooperare attivamente con le autorità russe perché i perpetratori fossero assicurati alla giustizia.
- Nazioni Unite - Il segretario generale delle Nazioni Unite Kofi Annan, il 7 settembre 2004, condannò l'episodio definendolo una "carneficina brutale e senza senso di bambini" e definendolo "puro e semplice terrorismo"[84]
- Unione europea - Il presidente della Commissione europea Romano Prodi il 3 settembre 2004 rispose all'accaduto definendolo un malvagio e spregevole atto barbarico.[85]
- Sudafrica - Nelson Mandela definì l'attacco un inumano e barbarico atto di terrorismo dicendo che in un nessun modo l'uccisione di innocenti bambini può essere giustificato in qualsiasi circostanza, specialmente per ragioni politiche.[86]
- Vaticano - Papa Giovanni Paolo II condannò l'atto definendolo una vile e inumana aggressione su bambini e famiglie indifese.[87]
- Stati Uniti d'America - Il presidente statunitense George W. Bush, in un discorso del settembre 2004 rivolto all'Assemblea generale delle Nazioni Unite disse riferendosi ai terroristi ceceni che essi misurano il loro successo [..] attraverso le morti di innocenti famiglie.[88]
- Regno Unito - Il Primo ministro inglese Tony Blair descrisse l'attacco terroristico come "un atto barbarico".[89]
- Amnesty International - Un gruppo di organizzazioni internazionali per i diritti umani, inclusa Amnesty International, condannò quello che definì "un'orrenda azione", "un attacco al più fondamentale dei diritti - il diritto alla vita". "La nostra organizzazione denuncia questo atto incondizionatamente."[90]
- Italia - Nella notte tra il 4 ed il 5 settembre 2004 molte persone lasciarono una candela accesa fuori della propria finestra.[91]